# Joachim Lithander
Joachim Lithander, född 1693 i Ekeby socken, död 4 augusti 1739 i Östra Hargs socken, han var en svensk kyrkoherde i Östra Hargs församling. 

## Biografi
Joachim Lithander föddes 1693 i Ekeby socken. Han var son till kyrkoherden Andreas Lithander och Sara Björkegren i Ekebyborna socken. Lithander blev 1712 student vid Uppsala universitet och prästvigdes 19 december 1722. Han blev 1728 skvadronspredikant vid Östgöta kavalleriregemente och 1731 regementspastor. Lithander blev 1738 kyrkoherde i Östra Hargs församling. Han avled 4 augusti 1739 i Östra Hargs socken och begravdes 9 augusti i Östra Hargs kyrka. Domprosten Andreas Olavi Rhyzelius författade ett griftminne efter honom.

### Familj
Lithander gifte sig med Maria Christina Wendel (1691–1766). Hon var dotter till kaptenen Christoffer Adolf Wendel och Christina Eva von Gröninger i Södermanland. De fick tillsammans barnen Anders (1730–1751) och Christina Catharina. Efter Lithanders död gifte Maria Christina Wendel om sig med kyrkoherden Pehr Bogman i Östra Skrukeby socken